# Пасхальное триденствие
Пасха́льное триде́нствие — (лат. Sacrum Triduum Paschale) в Католической церкви латинского обряда термин, объединяющий три дня перед праздником Пасхи на Страстной неделе — Великий четверг, Великую пятницу и Великую субботу, а также сам праздник Пасхи. Пасхальное триденствие представляет собой вершину годового богослужебного круга.
В ранней Церкви Пасхальное триденствие понималось как три дня, в течение которые вспоминались Страсти Христовы, его погребение и воскресение из мёртвых. Первоначально этот период включал в себя пятницу перед Пасхой, как день смерти Христа, субботу, как день покоя и Пасхальное воскресенье, как день Христова воскресения. Согласно иудейской традиции отсчёт нового дня начинался накануне вечером, поэтому Пасхальное триденствие продолжалось от вечера четверга до вечера воскресенья. Это термин впервые упоминается в IV веке Амвросием Медиоланским, его дальнейшее богословское осмысление принадлежит его ученику Августину Иппонскому. Для Церкви в позднеантичный период празднование страстей и воскресения Христа воспринималось ещё как две стороны одного Пасхального таинства (Paschamysterium), поэтому всё триденствие представляло собой как бы единую непрекращающуюся литургию.
В Средние века такое понимание было постепенно утеряно. Празднования страстей и воскресения Христа стали всё больше и больше разделяться. В результате это привело к удвоению триденствия. Первое триденствие продолжалось от Великого четверга до Великой субботы, как три дня, посвящённые Страстям Христовым, где центральным днём была Великая пятница. Второе триденствие включало в себя Пасхальное воскресенье, Светлый понедельник и Светлый вторник, как три праздничных нерабочих дня, посвящённых празднованию Воскресения Христова. Ещё литургические книги, принятые в XVI веке на Тридентском соборе, особо выделяли пасхальные понедельник и вторник по сравнению с прочими днями Пасхальной октавы. Празднование Светлого вторника, как третьего дня Пасхи, в большинстве регионов прекратилось в XIX веке, в основном в результате процессов секуляризации и просвещения.
Повторное открытие первоначального смысла Пасхального триденствия связано с «литургическим движением», католической организацией, существовавшей в XIX и XX веках. Это открытие оказало влияние на изменения богослужения Страстной недели, которые Папа Пий XII произвёл в 1955/56 годах; с этих изменений берут начало литургические реформы, проведённые позже Вторым Ватиканским собором и Папой Павлом VI. Согласно послесоборным литургическим книгам, Пасхальное триденствие вновь занимает период от вечерней мессы Великого четверга — празднования Тайной Вечери — до вечера Пасхального воскресенья. Всё триденствие рассматривается в литургических книгах, как единое Торжество, главное торжество церковного года. Полное название этого торжества согласно литургическим книгам: «Священное Пасхальное Триденствие Страстей и Воскресения Господа».
В плане богослужения эти три дня включают в себя богослужения Великого четверга (воспоминание Тайной Вечери), Великой пятницы (воспоминание Страстей и погребения Христа) и Пасхальной ночи и представляют собой единое празднование страстей, смерти и Воскресения Христовых. По этой причине эти богослужения не имеют обычных чинов начала и окончания. По завершении богослужения Великого четверга Святые Дары переносятся на особый алтарь и перед ним могут совершаться отдельные богослужения или даже всенощное бдение в воспоминание молитвы Христа на горе Елеонской и его заключения в темницу. Богослужение Великой пятницы начинается тихой молитвой священников без обычного их входа, а после литургии могут, опять же, совершаться отдельные богослужения в честь Страстей Христовых или, например, читаться новенна Божьему милосердию. Празднование Пасхальной литургии начинается с обряда благословения огня и внесения его в затемнённую церковь. Только в конце этой литургии совершается обычное заключительное благословение.